# Alan Grindal
Alan Joseph Grindal (nascido em 18 de fevereiro de 1940) é um ex-ciclista australiano. Ele representou a Austrália nos Jogos Olímpicos de Verão de 1960 competindo em duas provas, estrada individual e contrarrelógio por equipes de 100 km.